# Madonna (album)
Madonna je debitantski album američke pjevačice Madonne izdan 27. srpnja 1983. pod Sire Recordsom. Album je 1985. doživio re-izdanje za europsko tržište i to pod naslovom Madonna – The First Album. Madonna je 1982. pokušavala započeti svoju pjevačku karijeru u New Yorku. Nakon što je srela Seymoura Steina, predsjednika Sire Recordsa, koji je poslušao njezin singl "Everybody", potpisala je ugovor za snimanje albuma. Madonna je izabrala suradnju s Reggie Lucasom, producentom Warner Brosa. Međutim, nije bila zadovoljna snimljenim materijalima i Lucasovim načinom snimanja, pa je potražila dodatnu pomoć producenata. 
Madonna je pozvala svoga tadašnjeg dečka, John "Jellybean" Beniteza, kako bi joj pomogao završiti album. Benitez je obradio do tada snimljene pjesme i bio zaslužan za nastajanje pjesme "Holiday". Zvuk slbuma je bio disonantan, te se najviše osjetio upbeat disco, te korištenje tada novih tehnologija poput nove vrste bubnjeva, basa i sintisajzera. Madonnin glas je bio čisti, djevojački obojen, a u tekstovima je pjevala o ljubavi i vezama.
Kritičari suvremene glazne su hvalili album, ali je zatim album primio negativene kritike kada je izdan 1983. Entertainment Weekly je 2008. proglasio album petim najboljim albumom zadnjih 25 godina. Album je bio uspješan na ljestvicama, pa je na američkoj Billboard 200 dospio na osmo mjesto, dok je u Top 10 ušao u Australiji, Francuskoj, Nizozemskoj, Novom Zelandu, Švedskoj i Ujedinjenom Kraljevstvu. RIAA je albumu dodijelila peterostruku platinastu certifikaciju za prodanih više od pet milijuna primjeraka u Sjedinjenim Državama. U svijetu je album prodan u deset milijuna primjeraka.
S albuma je izdano pet singlova, s time da je pjesma "Holiday" bila prva koja je dospjela na Billboard Hot 100, a pjesma "Lucky Star" prva koja je ušla u Top 5. Album je promoviran 1985. The Virgin Tour. Madonna je više puta naglasila kako je žali što joj pjesme na albumu nisu bile više različite, te kako je željela veću kontrolu nad snimanjem. Kritičari su naglasili kako je ovim albumom Madonna ušla u svijet dance glazbe, za koju će se ispostaviti da je posebno privlačana gay publici. Ovim albumom je započela karijeru disco dive.

## Pozadina
Madonna je 1982., tada kao dvadesettrogodišnjakinja, živjela u New Yorku te pokušavala napraviti glazbenu karijeru. Pridružila se grupi Breakfast Club, u kojoj je bubnjar bio njezin tadašnji dečko iz Detroita Stephen Bray. Pretežno su svirali hard-rock, ali su ubrzo od tog smjera odustali i krenuli novim kada ih je pozvala diskografska kuća Gotham Records da potpišu za njih. Odlučili su se isprobati funk smjer, ali diskografska kuća nije bila zadovoljna njihovim glazbenim talentima te je poništila potpisani ugovor. Tada su Madonna i Bray napustili sastav. U međuvremnu je Madonna napisala neke svoje pjesme. Nosila je kasete s nekim snimljenim materijalima njezinih triju pjesama: "Everybody", "Ain't No Big Deal" i "Burning Up". U isto vrijeme je povremeno nastupala u 'Dancetreria'-i, noćnom klubu u New Yorku. Upravo tamo je nagovorila DJ-a Marka Kaminsa da pusti njezinu pjesmu "Everybody". Gomila je pozitivno reagirala na pjemsu, te je Kamis odlučio Madonni potražiti diskografsku kuću pod uvjetom da će biti producent singla. Odveo ju je svome šefu Chrisu Blackwellu koji je bio vlasnik Island Recordsa, ali ju je on odbio. Sljedeća postaja im je bila Sire Records. Michael Rosenblatt je ponudio Madonni 5.000 $ unaprijed i 10.000 za svaku sljedeću pjesmu koju napiše.
Madonna je odmah potpisala predsjedniku Sirea, Seymour Steinu koji je bio oduševljen Madonninom izvedbom, za rad na 12-inčnom singlu. On je pjesmu "Everybody" poslušao u bolnici jer se tada tamo nalazio. 12-inčnu verziju singla je producirao Mark Kamins u Blank Tapes studiju u New Yorku. Ta nova verzija je trajala 5:56 na jednoj strani i 9:23 kao dub verzija na suprotnoj strani. Madonna i Kamnis su singl snimili na vlastiti trošak. Arthir Baker, prijatelj Kaminsa, je vodio Kaminsa kroz posao glazbenog producenta. Zbog ograničenog budžeta, snimanje je bio težal posao jer Madonna nije razumjela Kaminsove smjerove, a on je sam imaop problema u pravljenju pjesme. Rosenblatt je želio izdati "Everybody" zajedno s "Ain't No Big Deal" na drugoj strani, ali se kasnije predomislio i pjesmu "Everybody" je uključio na obje strane gramofonske ploče. Sing je doživio komercijalno objavljivanje u listopadu 1982. te je postao dance hit u Sjedinjenim Državama. To je sve odvelo Madonnu i Sire da potpišu ugovor za LP i dva sljedeća singla.

## Recenzije
Kritika je mijenjala mišljenje o albumu, s prvotnih negativnih komentara su hvalili album. Bill Lamb iz About.com je rekao: "Madonnin je album utvrdio položaj umjetnosti dance-pop glazbe hitovima poput 'Holiday' i 'Lucky Star' pa i 'Borderline'. Neodoljiva pop glazba se hvata i klizi preko svjetlucavih synth ritmova kako bi označili album kao znak ranih osamdesetih." Stephen Thomas Erlewine iz Allmusic je komentirao kako "Madonnin debitantski album nije samo dobar, nego postavlja standarde i temelje dance-popa za sljedećih dvadeset godina. Zašto je to tako? [...] Madonnino pjevanje nije najbolje; pjesme, iako se hvataju i iako su lako pamtljive, ne mogu biti zasebne bez ovakve produkcije - ali gledajući ih zajedno, album je krajnje neodoljiv." Tony Power iz Blender kaže da album sadržava "lude melodije, živahne basove i najveću umjetnost disca, dok Madonna radije leti no što preuzima kontrolu. Album ostavlja bez daha, bez mudrovanja, s tonovima Soft Cella i Tom Tom Cluba." Komentirajući re-izdanje albuma iz 2001. godine, Michael Paoletta iz Billboarda osjeti kako "i nakon skoro dvadeset godina od izdanja Madonna albuma, pjesme 'Holiday', 'Physical Attraction', 'Borderline' i 'Lucky Star' ostaju neodoljive." SoundGuardian je albumu dodijelio 4 zvjezdice te je komentirao: "Sam minijaturan album (od 8 pjesama je tek) je teritorij na kojem je Madge započela svoju karijeru i gdje su stvoreni njeni najveći hitovi: plesni podij. Ovaj album je od početka do kraja prožet ritmom i plesom kao glavnim vrijednostima."
Jim Farber iz Entertainment Weekly je albumu dodijelio ocjenu A, a 2008. godine je smjestio album na peto mjesto "100 najboljih albuma zadnjih 25 godina". Jonathan Ross iz časopisa Q kaže da je "'Bordeline' sladak, a 'Holiday' i dalje poziva na slavlje života... ovo je stopostotni dance osamdesetih." Robert Christgau je albumu dodijelio ocjenu A-, te kaže: "Disco nije umro - sjetite se najluđih koji su mislili da se isplati živjeti za to. Ova umjetna plavuša je jedna od njih, koja je uz orkestralnom pomoći i najboljim izborom producenata, obrada i DJa, iznjedrila ovaj zvuk koji je čvršči od njezinog trbuščića - suštinu elektra." Don Shewey iz Rolling Stone časopisa je bio mišljenja da je "bez prokoračenja umjerne ambicije minimal funka, Madonna postavlja neodoljivu pozivnicu za ples." Sal Cinquemani iz Slante Magazine komentira: "da je debitantski album [Madonna] nagovjesnik synth-heavy pokreta, zvuči jednako svježe i danas kao što je zvučao i prije skoro dva desetljeća." Album je primio i negativne kritike u vrijeme kada je bio izdan. John Skow iz Time je Madonnin glas usporedio da zvuči poput "Mini Mausa na heliju". I ostali su se klevetnici slagali, te su napominjali kako je "Madonna čiti helij, napunjena plinom, kreacija MTV-a i sličnih medija koja je lakša od zraka." Drugi su govorili kako će"ona biti poznata samo sada, i da će nestati sa scene već sljedeće godine".

## Komercijalni uspjeh
Album je u Sjedinjenim Državama izdan 4. listopda 1983. Na Billboard 200 ljestvicu je ušao na broj 123 u tjednu 5. studenoga 1983. Penjao se po ljestvici polako i kontinuirano, te na koncu dosegnu vrhunac na osmom mjestu Billboard 200 u tjednu 20. listopada 1984., nakon skoro jedne godine od izdavanja. Dospio je i na dvadeseto mjesto Top R&B/Hip-Hop Albums ljestvice. Album je ušao u Top 20 u skoro svim zemljama. U prvoj godini od izdanja, album je prodan u 2.8 milijuna primjeraka u SAD-u. Sedamnaest godina od izdanja, Recording Industry Association of America (RIAA) je za prodanih pet milijuna primjeraka u Sjedinjenim Državama, albumu dodijelila peterostuku platinastu certifikaciju. U Kanadi je album izdan 10. ožujka 1984., te je debitirao na osamdeset i sedmom mjestu RPM Albums Chart. Nakon šest tjedana je dosegnu vrh na kanadskoj ljestvici na pedesetsedmoj poziciji. Na ljestvicu ponovno ulazi na poziciju 95. i to u tjednu 4. kolovoza 1984. Nakon dvadeset i devet tjedana, album je dospio na svoj vrhunac, i to na šesnaestom mjestu. Album se na ljestvici sveukupno zadržao četrdeset i sedam tjedana te se smjestio na pedeseto mjesto godišnje liste albuma za 1984. U Ujedinjenom Kraljevstvu je album izdan 11. veljače 1984., te je na UK Albums Chart tada dospio na 37. poziciju i bio prisutan dvadeset tjedana na ljestvici. Nakon re-izdanja nazvanog Madonna - The First Album u srpnju 1985., album je ponovno ušao na britansku ljestvicu albuma. Dospio je na četrnaesto mjesto, te proveo još osamdeset tjedana. Nakon šest mjeseci od re-izdanja, British Phonographic Industry (BPI) je albumu dodijelio platinastu certifikaciju za distribuiranih 600.000 kopija albuma. Do danas je album prodan u više od 850.000 primjeraka. U Australiji je dospio na deseto mjesto Kent Music Report ljestvice. Album je dospio u Top 10 u Francuskoj, Novom Zelandu, Njemačkoj, Švedskoj. U Njemačkoj i Francuskoj je dobio zlatnu, odnosno platinastu certifikaciju.  U Nizozemskoj je također dobio platinastu certifikaciju. U svijetu je album prodan u deset milijuna kopija.

## Singlovi
Madonna je izdala pet singlova s albuma:
- "Everybody" je izdan 6. listopada 1982. kao debitantski singl. Kako pjesma sadrži elemente R&B-a, a na omotu singla nije prikazana Madonnina slika, prikazivala je Madonnu kao crnog umjetnika.[42]:str. 12. Međutim, ova nedoumica je razjašnjena kada je Madonna nagovorila diskografsku kuću Sire Records da snimi glazbeni video za pjesmu. Niskobudžetni video, s Ed Steinbergom kao redateljem, je prikazivao Madonnu i njezine prijatelje kako pjevaju i plešuu klubu. Video je pomogao Madonni u daljnoj promociji kako pjesme,tako i sebe kao nadolazećeg umjetnika.[43] Pjesma nije doživjela prihvaćanje kritičara, a nije ni ušla na službenu Billboard Hot 100 ljestvicu, ali je ušla na dance ljestvicu.[44]

- "Burning Up" je drugi singl s albuma koji je izdan 9. ožujka 1983., a na nekim tržištima kao dvostruki A singl s pjesmom "Physical Attraction". Pjesma je primila različite komentare kritičara, koji su spominjali mračnu stranu pjesme i brzo nastajanje, dok su hvalili dance ritmove.[10][13] Singl nigdje nije napravio komercijalni uspjeh, osim na dance ljestvici u Sjedinjenim Državama gdje je dospio na treće mjesto. U Australiji je singl dospio na trinaesto mjesto.[35] Prateći glazbeni video prikazuje Madonnu u klasičnim pokornim ženskim pozama dok se previja od strasti po praznoj cesti za svojom ljubavi koji se pojavljuje iza nje u autu. Video završava tako što Madonna vozi taj auto, što bi trebalo značiti da je ona uvijek glavna.[45]

- "Holiday" je izdana kao treći singl 7. rujna 1983. Komercijalno, ovo je Madonnin prvi hit singl koji je ušao u Top 20 na Billboard Hot 100 i dospio na prvo mjesto dance ljestvice.[46] Pjesma je bila uspjeh u cijelom svijetu, s Top 10 i Top 40 pozicijama u mnogim europskim zemljama. Re-izdanjem pjesme u Ujedinjenom Kraljevstvu 1985., dospjela je na drugo mjesto ljestvice.[47] Ovo je pjesma koju Madonna najčešće izvodi na turnejama.

- "Lucky Star" je četvrti singl s albuma koji je izdan 12. studenoga 1983. I suvremeni i stari kritičari su hvalili pjesmu. te je nagovještali kao uvod u brzu dance glazbu.[10] "Lucky Star" je bio prvi Madonnin Top 5 singl u Sjedinjenim Državama na Billboard Hot 100, gdje je dospio na četvrto mjesto i započeo niz od petnaest uzastopnih Top 5 singlova. Zajedno s pjesmom "Holiday" se pjesma popela na vrh dance ljestvice.[48] Video prikazuje Madonnu kako pleše ispred bijele pozadine zajedno sa svojim plesačima. Nakon izdavanja videa, Madonnin stil i ponašanje su postali modni trend među mlađim generacijama. Učenici su Madonnu doživljavali kao narcističku i višeznačnu osobu, dok je Madonna sebe opisala kao sretnu zvjezdu (eng. lucky star) kako pjeva u pjesmi.[49]

- "Borderline" je bio peti i konačni singl s albuma koji je izdan 15. veljače 1984. Suvremeni kritičari i autori su hvalili pjesmu, nazivajući je melodijoznom i najkompleksnijom pjesmom s albuma, te su hvalili dance-pop karakter pjesme. "Borderline" je bio Madonnin drugi Top 10 singl na Hot 100 ljestvici. U ostalim je zemljama pjesma ulazila u Top 20, dok je u Irskoj zauzela sam vrh ljestvice.[50] Časopis Blender je 2009. godine pjesmu proglasio 84. pjesmom "500 naboljih pjesama od vašeg rođenja".[51] Glazbeni video prikazuje Madonnu s latino dečkom. Madonnu zavodi britanski fotograf te mu bude model, ali se ipak vraća svom dečku. Video je izazvao zanimanje među stručnjacima, koji su uočili korištenje snagu simbolizma.[52]

## Popis pjesama
| 1.    | »Lucky Star«          | Madonna                     | Reggie Lucas | 5:37 |
| 2.    | »Borderline«          | Reggie Lucas                | Reggie Lucas | 5:18 |
| 3.    | »Burning Up«          | Madonna                     | Reggie Lucas | 3:44 |
| 4.    | »I Know It«           | Madonna                     | Reggie Lucas | 3:45 |
| 5.    | »Holiday«             | Curtis Hudson, Lisa Stevens | John Benitez | 6:08 |
| 6.    | »Think of Me«         | Madonna                     | Reggie Lucas | 4:53 |
| 7.    | »Physical Attraction« | Reggie Lucas                | Reggie Lucas | 6:36 |
| 8.    | »Everybody«           | Madonna                     | Mark Kamins  | 4:57 |
| 40:47 |                       |                             |              |      |

| 9.  | »Burning Up« (12" izdanje) | Madonna | Reggie Lucas               | 5:56 |
| 10. | »Lucky Star« ("New" Mix)   | Madonna | Reggie Lucas, John Benitez | 7:15 |

## Ljestvice i certifikacije
| Ljestvice (1983–84)       | Pozicija |
| ------------------------- | -------- |
| Australija                | 10       |
| Austrija                  | 15       |
| Francuska                 | 8        |
| Kanada                    | 16       |
| Nizozemska                | 7        |
| Novi Zeland               | 6        |
| Njemačka                  | 28       |
| Švedska                   | 2        |
| Ujedinjeno Kraljevstvo    | 6        |
| US Billboard 200          | 8        |
| US Top R&B/Hip-Hop Albums | 20       |

| Država                 | Certifikacija |
| ---------------------- | ------------- |
| Australija             | 3× Platinasta |
| Francuska              | Platinasta    |
| Hong Kong              | Platinasta    |
| Nizozemska             | Platinasta    |
| Novi Zeland            | Platinasta    |
| Njemačka               | Zlatna        |
| Španjolska             | Zlatna        |
| Ujedinjeno Kraljevstvo | Platinasta    |
| Sjedinjene Države      | 5× Platinasta |

### Singlovi
| 1982                                            | "Everybody"     | 107 | 3 | —  | — | —  | —  | —  | —  | —  | —                         |
| 1983                                            | "Burning Up"    | —   | 3 | 13 | — | —  | —  | —  | —  | —  | —                         |
| 1983                                            | "Holiday"       | 16  | 1 | 4  | — | 32 | 9  | 26 | 18 | 2  | - UK: Zlatna              |
| 1984                                            | "Lucky Star"[A] | 4   | 1 | 36 | — | 8  | —  | —  | —  | 14 | —                         |
| 1984                                            | "Borderline"    | 10  | 4 | 12 | — | 25 | 36 | —  | 23 | 2  | - US: Zlatna - UK: Zlatna |
| "—" nije izdan ili se nije pojavio na ljestvici |                 |     |   |    |   |    |    |    |    |    |                           |

- A ^  "Lucky Star" se pojavila na Hot Dance Club Play ljestvici zajedno sa singlom "Holidy"[42]:str. 11.